# 藺草文化館
藺草文化館是位於臺灣苗栗縣苑裡鎮山脚里的紡織博物館，展出苑裡三角藺生態、編織產業史、編織產品及工藝家生平。

## 沿革
藺草編織產業是清朝時期，苑裡一帶的特色產業，並在日治時期受到大力推展。在全盛時期，藺草編織工藝發展為臺灣五大出口產業之一，外銷至日本、美國、歐洲等地，惟因編織品會經由大甲檢查後出口，使藺草產品多冠以大甲之名，之後此項產業逐漸沒落。為了維護藺草編織文化，苑裡鎮農會主導建立藺草文化館，選定一座於1969年興建的穀倉改建，在文建會部分經費資助下，耗資新台幣1010萬，於2003年動工，2005年開幕。

## 館藏

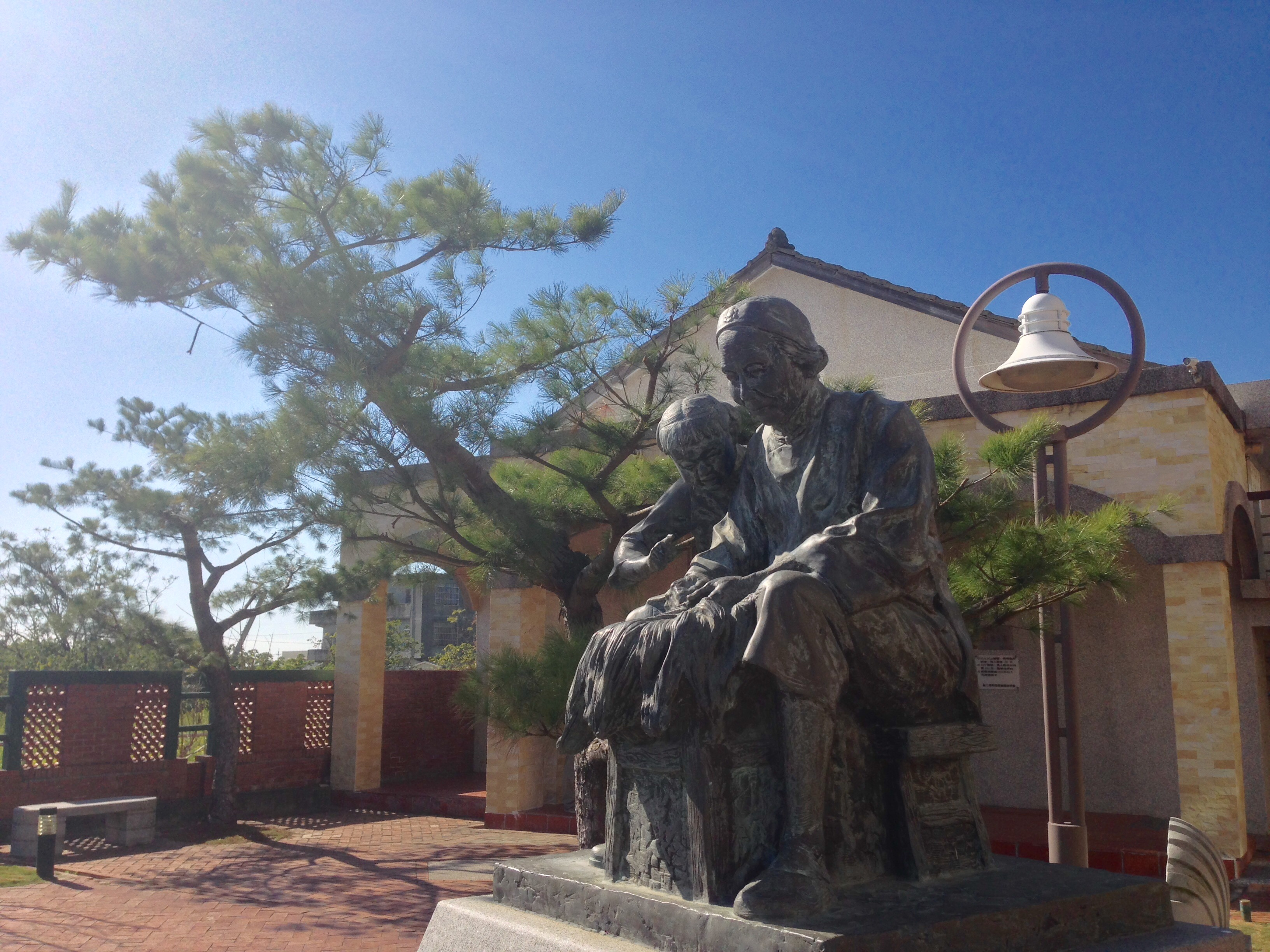
藺草文化館前的洪鴦銅像

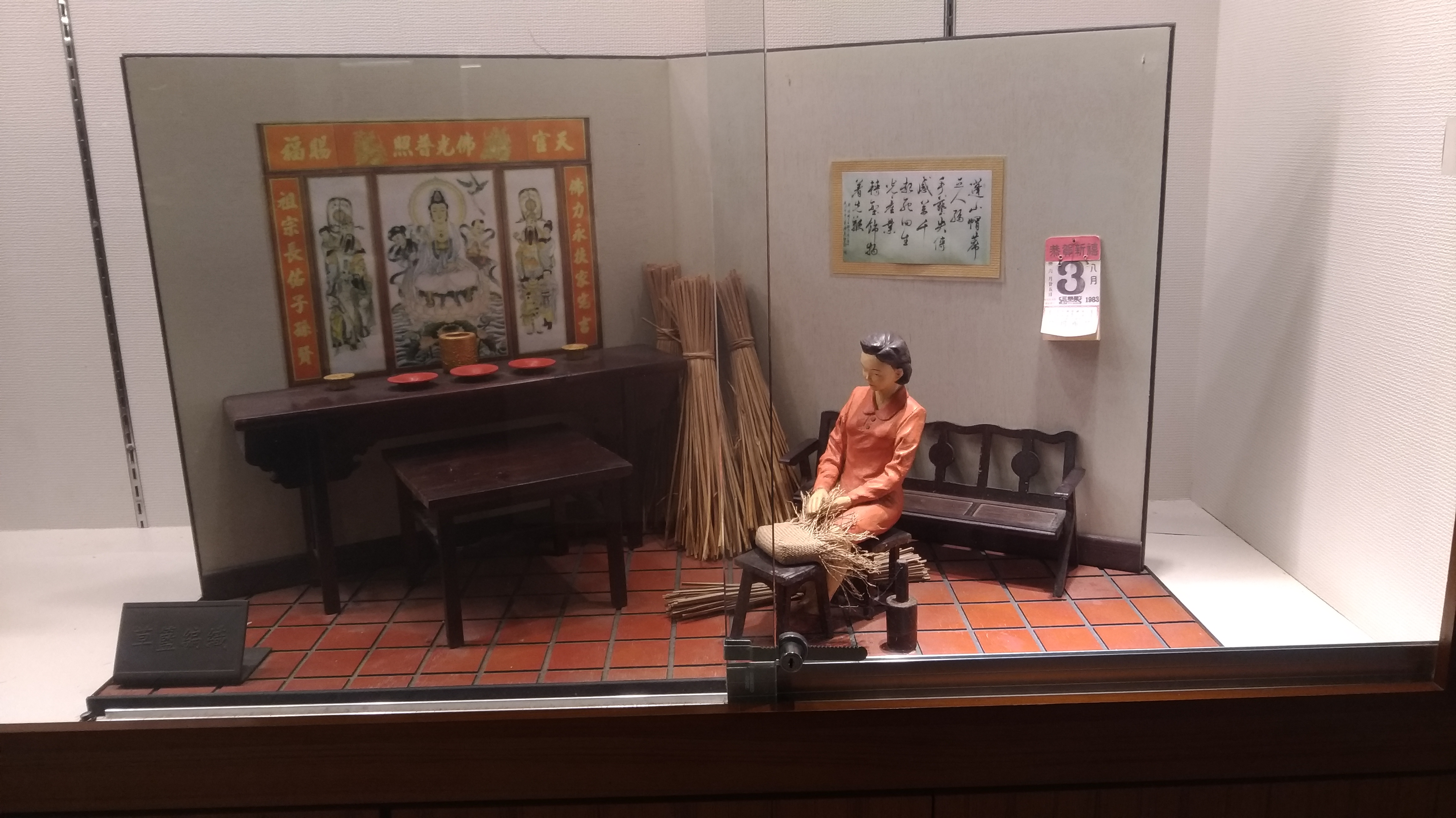
藺草文化館內之陳設

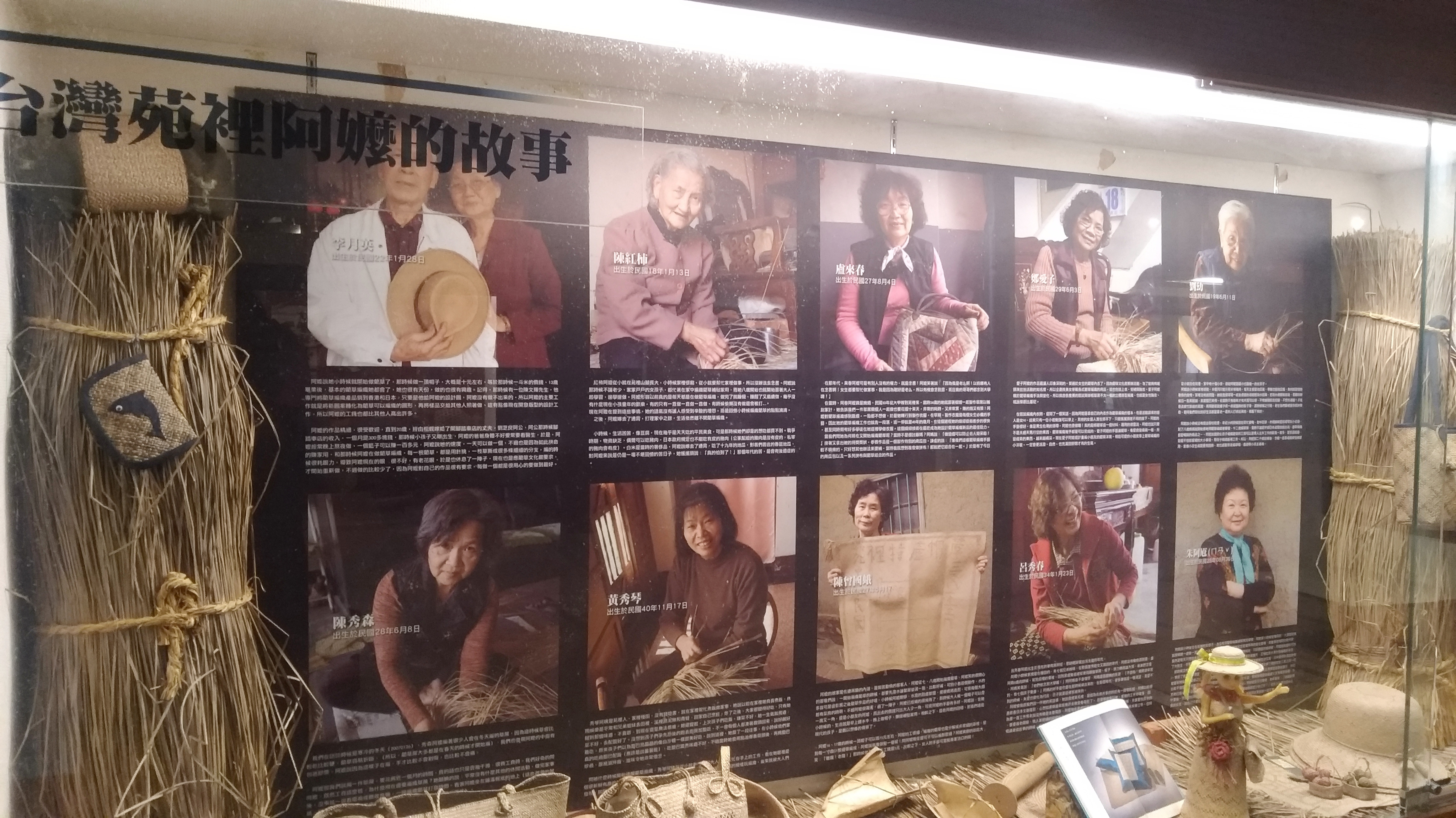
藺草文化館內之陳設

藺草文化館前方設有洪鴦之銅雕，洪鴦為藺草編織工藝家，被視為產業的開創者。館外走道上栽種著藺草，館旁的農地也有藺草田，由臺灣藺草學會栽種，占地半分。館內陳設包括藺草生態、產業簡史、洪鴦生平簡介、藺草編織品、古文物、多位編織工藝家的簡介，館內也有工藝師傅會進行編織作業，觀者亦可體驗編織活動。文化館的二樓為餐廳。

## 外部連結
- 藺草文化館官方網站